# Bob Marley and the Wailers
A Bob Marley and the Wailers egy jamaicai reggae-együttes volt, amelynek Bob Marley volt a frontembere. A The Wailers ska-együttesből alakult ki, amelyet Peter Tosh, Marley és Bunny Wailer alapított 1963-ban. 1963 végére csatlakozott a csoporthoz Junior Braithwaite, Beverley Kelso és Cherry Smith. Az 1970-es évek elején Marley és Wailer elkezdtek hangszereken játszani, illetve Aston Barrett és Carlton Barrett is tagja lett az együttesnek. 1974-ben Wailer és Tosh elhagyták az együttest és Bob Marley turnézni kezdett az együttessel Bob Marley and the Wailers néven. A háttéregyüttes tagja voltak a Barrett-testvérek, Junior Marvin és Al Anderson gitáron, Tyrone Downie és Earl Lindo billentyűkön, illetve Alvin Patterson ütőhangszereken. A háttérénekesek Judy Mowatt, Marcia Griffiths, és Marley felesége, Rita voltak.

## Történet

### Korai évek
Az együttes többek között The Teenagers, The Wailing Rudeboys, The Wailing Wailers, illetve The Wailers néven is ismert volt. Az eredeti felállásban szerepelt Junior Braithwaite (ének), Bob Marley (gitár), Peter Tosh (billentyűk), Neville Livingston (más néven: Bunny Wailer; ütőhangszeren), illetve Cherry Smith és Beverley Kelso háttérénekesként. 1966-ra Braithwaite, Kelso és Smith elhagyták az együttest, amelyben már csak Livingston, Marley és Tosh maradtak.
1964-ben a jamaicai slágerlista első helyéig jutott Simmer Down kislemezük, amelyet 1963-ban vettek fel a The Skatalites együttessel. Az együttes legsikeresebb dalait Lee "Scratch" Perry-vel és stúdióegyüttesével, az Upsetters-zel együtt vették fel. A Wailers ezek mellett dolgozott együtt a sikeres reggae-producerrel, Leslie Konggal, aki a Beverley's All-Stars együttes tagjaival vette fel a The Best of The Wailers című albumot.
1966-ban létrehozták a Wail N Soul M rocksteady lemezkiadót.
Az 1970-es évek elején Aston Barrett és Carlton Barrett csatlakozott az együtteshez hangszeres zenészként. Olyan sikeres ska és reggae dalokat vettek fel együtt, mint a Simmer Down, a Trenchtown Rock, a Nice Time, a War, a Stir It Up és a Get Up, Stand Up. Ezt követően aláírtak az Island Records lemezkiadóval.

### Változások a felállásban
Az eredeti Wailers felállás feloszlott 1974-ben. A páros úgy érezte, hogy az irány amelybe az együttes haladt, megsértette volna rasztafariánus hitüket. Bob Marley ezt követően megalapította a Bob Marley and the Wailers-t, amelyben ő maga volt a gitáros, a dalszerző és a frontember, a Wailers Band, mint a háttéregyüttes és az I Three, mint a háttérénekesek. A The Wailers Band tagja volt Carlton és Aston Barrett (dobok, basszus), Junior Marvin és Al Anderson gitáron, Tyrone Downie és Earl "Wya" Lindo billentyűkön, illetve Alvin Patterson ütőhangszereken. Az I Three tagjai Rita Marley, Judy Mowatt és Marcia Griffiths voltak.
Livingston szerint az együttes tagjai között megromlott kapcsolatért Chris Blackwell producer (akit a zenész Chris Whiteworst-nek hívott) volt felelős, mert 1969 óta Bob Marley and the Wailers néven adta ki albumaikat The Wailers helyett, aminek következtében megromlott barátságuk. 1974-ben Perry két válogatásalbumot adott ki a Trojan Records kiadónak, a Rasta Revolution-t és az African Herbsman-t, amelyeken szerepeltek dalok a Soul Rebels és a Soul Revolution albumokról. Ez nagy vitát robbantott ki Marley és Perry között, mikor a korábbi hat hónappal a megjelenésük után látta először az albumokat Angliában.

### Utolsó évek, a Bob Marley and the Wailers után
A Bob Marley and the Wailers, Peter Tosh és Bunny Wailer mind sikeres zenészek lettek és egyre népszerűbbek az 1970-es és 1980-as években. 1980-ban volt az egyik utolsó fellépésük Marley-val együtt, a Madison Square Garden-ben. Marley 1981-es halálát követően több tag is elhunyt: Carlton Barrett és Tosh (mindkettőt meggyilkolták) 1987-ben, Braithwaite (szintén emberölés áldozata) 1999-ben, Smith 2008-ban, Earl Lindo 2017-ben és Wailer 2021-ben. Az eredeti felállás utolsó élő tagja Beverley Kelso.

## I Three

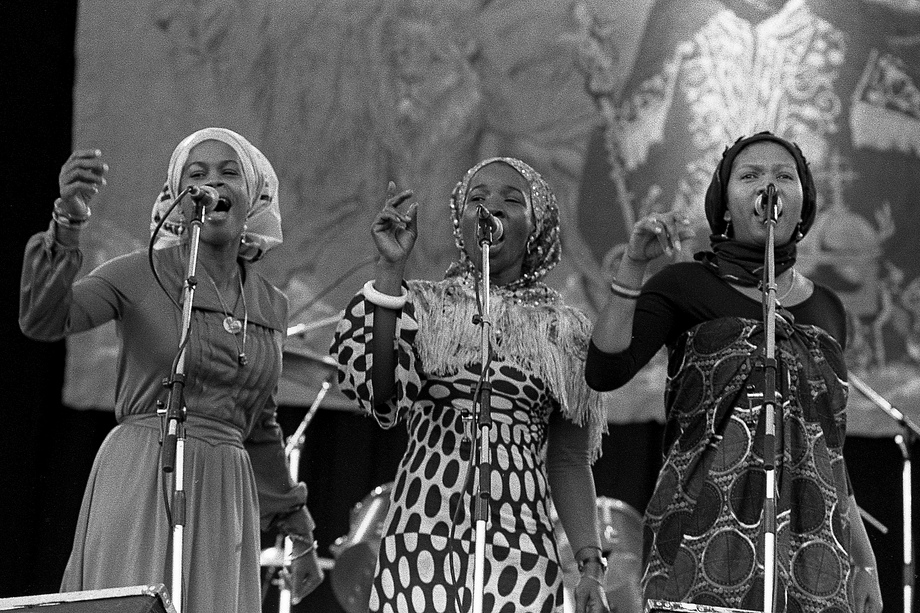
Az I Three (balról jobbra): Judy Mowatt, Rita Marley, és Marcia Griffiths

Az I Three-t 1974-ben alapították a Bob Marley and the Wailers háttérénekesei, miután Peter Tosh és Bunny Wailer, az együttes eredeti háttérénekesei elhagyták az együttest.
A három tag Rita Marley, Judy Mowatt és Marcia Griffiths voltak.

## Tagok
- Bob Marley – ritmusgitár, énekes (1963–1981; elhunyt: 1981)
- Peter Tosh – gitár, billentyűk, vokál (1963–1974; elhunyt: 1987)
- Bunny Wailer – ütőhangszerek, vokál (1963–1974; elhunyt: 2021)
- Cherry Smith – háttérénekes (1963–1966; elhunyt: 2008)
- Beverley Kelso – háttérénekes (1963–1965)
- Junior Braithwaite – vokál (1963–1964; elhunyt: 1999)
- Constantine Walker – háttérénekes (1966–1967)
- Aston Barrett – basszusgitár (1970–1981)
- Carlton Barrett – dobok, ütőhangszerek (1970–1981; elhunyt: 1987)
- Earl Lindo – billentyűk (1973, 1978–1981; elhunyt: 2017)
- Tyrone Downie – billentyűk, ütőhangszerek, háttérénekes (1974–1981)
- Rita Marley – háttérénekes (1974–1981)
- Marcia Griffiths – háttérénekes (1974–1981)
- Judy Mowatt – háttérénekes (1974–1981)
- Al Anderson – gitár (1974–1975, 1978–1981)
- Alvin Patterson – ütőhangszerek (1975–1981)
- Earl "Chinna" Smith – gitár (1975–1976)
- Donald Kinsey – gitár (1975–1976)
- Junior Marvin – gitár, háttérénekes (1977–1981)

## Diszkográfia
- The Wailing Wailers (1965)
- Soul Rebels (1970)
- Soul Revolution (1971)
- The Best of The Wailers (1971)
- Catch a Fire (1973)
- Burnin' (1973)
- Natty Dread (1974)
- Rastaman Vibration (1976)
- Exodus (1977)
- Kaya (1978)
- Survival (1979)
- Uprising (1980)
- Confrontation (1983)

## Turnék
- 1973. április–július: Catch a Fire Tour (Anglia, Egyesült Államok)
- 1973. október–november: Burnin' Tour (Egyesült Államok, Anglia)
- 1975. június–július: Natty Dread Tour (Egyesült Államok, Kanada, Anglia)
- 1976. április–július: Rastaman Vibration Tour (Egyesült Államok, Kanada, Németország, Svédország, Hollandia, Franciaország, Anglia, Wales)
- 1977. május–június: Exodus Tour (Franciaország, Belgium, Hollandia, Németország, Svédország, Dánia, Anglia)
- 1978. május–augusztus: Kaya Tour (Egyesült Államok, Kanada, Anglia, Franciaország, Spain, Svédország, Dánia, Norway, Hollandia, Belgium)
- 1979. április–május: Babylon by Bus Tour (Japán, Új-Zéland, Ausztrália, Hawaii)
- 1979. október – 1980. január: Survival Tour (Egyesült Államok, Kanada, Trinidad és Tobago, Bahamák, Gabon, Zimbabwe)
- May–Sep 1980: Uprising Tour (Svájc, Németország, Franciaország, Norvégia, Svédország, Dánia, Belgium, Hollandia, Olaszország, Spanyolország, Írország, Anglia, Skócia, Wales, Egyesült Államok)

## Külső hivatkozások
- Hivatalos weboldal
- 45cat
- MusicGonnaTeach.com